# Tom Ricketts
Pour les articles homonymes, voir Ricketts.
Tom Ricketts (né le 15 janvier 1853 à Londres, en Angleterre et mort le 20 janvier 1939 à Hollywood, en Californie) est un réalisateur, scénariste et acteur britannique.

## Biographie
Tom Ricketts dirige le tout premier film d'Hollywood en 1909 Justified.
Il commence dans les honky tonk londoniens, il devient un des acteurs shakespeariens les plus en vue de son époque.
Il a réalisé plus d'une centaine de films muets entre 1909 et 1919, mais en 1919 il se tourne vers une carrière d'acteur et joue dans plus de 200 films jusqu'à sa mort. Il a joué en particulier dans le Fils de Frankenstein, un succès de la fin des années 1930, peu avant sa mort.
Il meurt de pneumonie le 20 janvier 1939.

## Filmographie partielle

### Comme réalisateur
- 1909 : Justified
- 1909 : Gratitude
- 1909 : A Woman's Wit
- 1910 : The Adventuress
- 1910 : The Hand of Uncle Sam
- 1911 : Desperate Desmond Almost Succeeds
- 1911 : The Best Man Wins
- 1912 : Desperate Desmond Fails
- 1912 : A Brave Little Woman
- 1912 : Desperate Desmond on the Trail Again
- 1912 : The Feudal Debt
- 1912 : Over a Cracked Bowl
- 1912 : The Bachelor and the Baby
- 1912 : The Foreign Spy (it)
- 1912 : The Belle of Bar-Z Ranch
- 1912 : The Dawn of Netta
- 1912 : The Story of a Wallet
- 1912 : Maud Muller
- 1912 : The Indian Raiders
- 1912 : The Torn Letter
- 1913 : Convicted for Murder
- 1913 : The Ghost of the Hacienda
- 1913 : The Making of a Woman
- 1913 : Martha's Decision
- 1913 : The Trail of the Lost Chord
- 1913 : A Spartan Girl of the West
- 1913 : Armed Intervention
- 1913 : Where the Road Forks
- 1913 : In the Firelight
- 1914 : The Return of Helen Redmond
- 1914 : The Hermit
- 1914 : Like Father, Like Son
- 1914 : The Independence of Susan
- 1914 : Her Fighting Chance
- 1914 : In the Moonlight
- 1914 : Calamity Anne's Love Affair
- 1914 : Sheltering an Ingrate
- 1914 : Jim
- 1914 : The Little House in the Valley
- 1914 : Mein Lieber Katrina Catches a Convict
- 1914 : The Lure of the Sawdust
- 1914 : Youth and Art
- 1914 : Business Versus Love
- 1914 : The Broken Barrier
- 1914 : All on Account of a Jug
- 1914 : At the End of a Perfect Day
- 1914 : The Widow
- 1914 : The Butterfly
- 1914 : False Gods
- 1914 : Lodging for the Night
- 1914 : Damaged Goods
- 1914 : Down by the Sea
- 1914 : Daphnia
- 1914 : Daylight
- 1914 : The Final Impulse
- 1914 : Blue Knot, King of Polo
- 1914 : The Ruin of Manley
- 1914 : A Slice of Life
- 1914 : The Stolen Masterpiece
- 1914 : Old Enough to Be Her Grandpa
- 1914 : In the Candlelight
- 1914 : The Strength o' Ten
- 1914 : Out of the Darkness
- 1914 : The Girl in Question
- 1914 : The Sower Reaps
- 1915 : The Unseen Vengeance
- 1915 : A Golden Rainbow
- 1915 : The Black Ghost Bandit
- 1915 : The Legend Beautiful
- 1915 : Refining Fires
- 1915 : Coals of Fire
- 1915 : The Law of the Wilds
- 1915 : A Heart of Gold
- 1915 : The Wily Chaperon
- 1915 : In the Twilight
- 1915 : She Never Knew
- 1915 : Heart of Flame
- 1915 : The Echo
- 1915 : The Two Sentences
- 1915 : Competition
- 1915 : In the Heart of the Woods
- 1915 : In the Sunlight
- 1915 : A Touch of Love
- 1915 : The Lure of the Mask
- 1915 : The Right to Happiness
- 1915 : The Secretary of Frivolous Affairs
- 1915 : The Great Question
- 1915 : The House of a Thousand Scandals
- 1915 : Pardoned
- 1915 : The End of the Road
- 1915 : The Buzzard's Shadow
- 1915 : The Tragic Circle
- 1916 : The Other Side of the Door
- 1916 : The Secret Wire
- 1916 : The Gamble
- 1916 : The Man in the Sombrero
- 1916 : The Broken Cross
- 1916 : Lillo of the Sulu Seas
- 1916 : Life's Blind Alley
- 1916 : The Happy Masquerader
- 1916 : The Suppressed Order
- 1916 : In the Shuffle
- 1916 : Bonds of Deception
- 1916 : His Masterpiece
- 1916 : Realization
- 1916 : A Broken Genius
- 1916 : The Pretender
- 1916 : Repaid
- 1916 : The Trail of the Thief
- 1916 : The Fate of the Dolphin
- 1916 : Out of the Rainbow
- 1917 : The Single Code
- 1918 : The Crime of the Hour
- 1919 : Broth for Supper
- 1919 : Secret Marriage

### Comme scénariste
- 1911 : The Best Man Wins
- 1912 : A Brave Little Woman
- 1912 : The Feudal Debt
- 1912 : Over a Cracked Bowl
- 1912 : The Bachelor and the Baby
- 1915 : The Secretary of Frivolous Affairs
- 1915 : The Great Question
- 1915 : The House of a Thousand Scandals
- 1915 : Pardoned
- 1915 : The Buzzard's Shadow
- 1915 : The Tragic Circle
- 1916 : The Secret Wire
- 1916 : The Gamble
- 1916 : The Man in the Sombrero
- 1916 : The Broken Cross
- 1916 : Lillo of the Sulu Seas
- 1916 : Life's Blind Alley

### Comme acteur

#### Années 1900

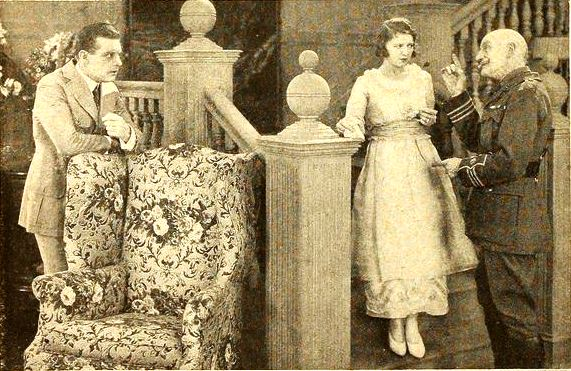
Forrest Stanley, Vivian Martin et Tom Ricketts dans His Official Fiancée (1919).

- 1908 : A Christmas Carol

#### Années 1910
- 1913 : Targets of Fate
- 1919 : Girls de Walter Edwards :  Mr. Dennett
- 1919 : His Official Fiancée : Major Montressor
- 1919 : Please Get Married : Docteur Jenkins

#### Années 1930
- 1930 : The Vagabond King : L'astrologue
- 1930 : Les Amours d'une courtisane (Du Barry, Woman of Passion) de Sam Taylor
- 1930 : Prince of Diamonds : Williams
- 1930 : Sweet Kitty Bellairs, d'Alfred E. Green :'Vieil homme rhumatisant
- 1930 : Scarlet Pages : Vieil homme avec la canne dans la salle d'audience
- 1930 : Sea Legs : Commander
- 1931 : Sit Tight
- 1931 : East Lynne, de Frank Lloyd : Révérend Hartley
- 1931 : Man of the World : Mr. Bradkin
- 1931 : The Common Law : Homme âgé invité à la soirée
- 1931 : Danger Island : Prof. Adams
- 1931 : Side Show de Roy Del Ruth : Tom Allison
- 1931 : The Ruling Voice : Réformateur
- 1931 : Ambassador Bill : Littleton
- 1931 : Surrender : Gottlieb
- 1932 : Stepping Sisters : Stock Market
- 1932 : Love Bound : Le Baron
- 1932 : The Expert : Dietenhofer
- 1932 : Vanity Fair de Chester M. Franklin : Majordome de Sir Pitt
- 1932 : Meet the Senator
- 1932 : Merrily We Go to Hell : Invité au mariage
- 1932 : Bachelor's Affairs, d'Alfred L. Werker : Egbert
- 1932 : Aimez-moi ce soir (Love Me Tonight), de Rouben Mamoulian : Rochambeau
- 1932 : Thrill of Youth : Grandpa Thayer
- 1932 : Le Président fantôme (The Phantom President) de Norman Taurog : Vieil homme
- 1932 : Women Won't Tell : Williams
- 1932 : Le Signe de la croix (The Sign of the Cross), de Cecil B. DeMille : Le spectateur qui dort
- 1932 : Si j'avais un million (If I Had a Million), d'Ernst Lubitsch, Norman Z. McLeod et James Cruze : Partenaire de danse à Idylwood
- 1933 : Cavalcade, de Frank Lloyd : Serveur
- 1933 : Laughter in Hell : Juge
- 1933 : Forgotten de Richard Thorpe : Vieux Crony
- 1933 : He Learned About Women
- 1933 : Révolte au zoo (Zoo in Budapest), de Rowland V. Lee : Gus, allumeur de réverbères
- 1933 : Une soirée à Vienne (Reunion in Vienna) de Sidney Franklin : Le Gentilhomme
- 1933 : The Man Who Dared de Hamilton MacFadden : Chef d'orchestre
- 1933 : Mama Loves Papa de Norman Z. McLeod : Mr Pierrepont
- 1933 : Gordon of Ghost City : Amos Gray
- 1933 : Dans la purée de Londres (Blind Adventure)
- 1933 : Danseuse étoile (Stage Mother) de Charles Brabin : Père de Fred
- 1933 : The Power and the Glory : Conseil d'administration
- 1933 : L'Amour guide
- 1933 : Secret Sinners
- 1933 : Goodbye Love : Homme qui touche une pension
- 1933 : L'Homme invisible (The Invisible Man), de James Whale : Vieux fermier
- 1933 : Suzanne, c'est moi ! (I Am Suzanne!) de Rowland V. Lee
- 1934 : Nana, de Dorothy Arzner et George Fitzmaurice
- 1934 : New York-Miami (It Happened One Night), de Frank Capra : Vieil homme bégueule
- 1934 : Comme les grands (No Greater Glory), de Frank Borzage : Concierge
- 1934 : Stolen Sweets : Mr. Stoner
- 1934 : Viva Villa !, de Jack Conway : Don Pablo
- 1934 : Manhattan Love Song : Homme riche
- 1934 : Et demain ? (Little Man, What Now?), de Frank Borzage : Mr. Sesam
- 1934 : In Love with Life : Libraire
- 1934 : Whom the Gods Destroy (en) de Walter Lang : Charlie
- 1934 : The Red Rider, de Lew Landers : Le Juge (chap 1)
- 1934 : The Girl from Missouri : Vieil homme 'Tarzan' à la fête
- 1934 : One More River, de James Whale : Avocat
- 1934 : Pursued (it) de Louis King : Touriste
- 1934 : Le Comte de Monte-Cristo (The Count of Monte Cristo) : Cockeye
- 1934 : The Curtain Falls (en)  de  Charles Lamont : Manager de l'hôtel
- 1934 : Avec votre permission (By Your Leave) : Vieil homme au bar
- 1934 : La Course de Broadway Bill (Broadway Bill), de Frank Capra : Johnson, le majordome
- 1934 : Sons of Steel : Williams
- 1934 : Souvent femme varie (Forsaking All Others), de W. S. Van Dyke : Wiff' Wiffens, majordome de Mary
- 1934 : The Man Who Reclaimed His Head : Citoyen
- 1935 : Clive of India : Vieux membre
- 1935 : George White's 1935 Scandals : Vieil homme
- 1935 : Let's Live Tonight : Millionaire
- 1935 : Cardinal Richelieu : Agitateur
- 1935 : Je veux être une lady (Goin' to Town) d'Alexander Hall : Vendeur indien
- 1935 : Vagabond Lady
- 1935 : La Femme au masque (Escapade) : Vieux Dandy
- 1935 :  Now or Never (en) de Bernard B. Ray : Robert, le majordome
- 1935 : Le Danseur du dessus (Top Hat), de Mark Sandrich : Serveur au Club Thackeray
- 1935 : The Public Menace (en) d'Erle C. Kenton : Vieil homme
- 1935 : Les Trois Mousquetaires (The Three Musketeers), de Rowland V. Lee et Otto Brower : Récepteur de pigeon
- 1935 : Hi, Gaucho! : Don Salvador de Aragon
- 1935 : Music Is Magic : Danseur âgé
- 1935 : The Great Impersonation : Villageois
- 1935 : Le Marquis de Saint-Évremont (A Tale of Two Cities), de Jack Conway : Tellson Jr., le vieux banquier
- 1936 : Héros d'un soir (Song and Dance Man) : Vieil homme théâtral
- 1936 : Gentle Julia : Vieil homme à l'église / au dancing
- 1936 : One Rainy Afternoon, de Rowland V. Lee
- 1936 : The Case Against Mrs. Ames : Juré
- 1936 : Show Boat, de James Whale : Ministre
- 1936 : Cargaison humaine (Human Cargo), d'Allan Dwan : Reporter
- 1936 : À vos ordres, Madame (Trouble for Two), de J. Walter Ruben : Sir Frederick, membre du club (non crédité)
- 1936 : We Went to College : Pop
- 1936 : The Crime of Dr. Forbes : Médecin de Faculté
- 1936 : To Mary - with Love : Serveur
- 1936 : Sing, Baby, Sing : Vieil homme à l'hôpital
- 1936 : Daniel Boone, de David Howard : Associé du procureur général
- 1936 : House of Secrets (en) de Roland D. Reed : Peters
- 1936 : La Chanson à deux sous (Pennies from Heaven), de Norman Z. McLeod : Briggs
- 1936 : L'École des secrétaires (More Than a Secretary) : Henry
- 1936 : Sing Me a Love Song : Adversaire de Siegfried Sr. à la nage
- 1936 : Nick, gentleman détective (After the Thin Man), de W. S. Van Dyke : Henry, majordome de tante Katherine Forrest
- 1936 : En parade (Gold Diggers of 1937) : Reginald (vieil homme)
- 1937 : Le Démon sur la ville (Maid of Salem), de Frank Lloyd : Giles Cory
- 1937 : Le destin se joue la nuit (History Is Made at Night), de Frank Borzage : vieil homme montant dans le canot de sauvetage
- 1937 : Personal Property : homme âgé
- 1937 : Une étoile est née (A Star Is Born), de William A. Wellman : Ray, serviteur de Vicki
- 1937 : Le Prince et le Pauvre (The Prince and the Pauper), de William Keighley : le sacristain qui sonne la cloche
- 1937 : La Vie privée du tribun (Parnell), de John M. Stahl : homme âgé
- 1937 : Rhythm in the Clouds : Winter
- 1937 : Carnival in Paris : égyptologue
- 1937 : Casse-cou (Born Reckless) : patient
- 1937 : The Lady Escapes : oncle George
- 1937 : Rue sans issue (Dead End) : Vieil homme
- 1937 : Déjeuner pour deux (Breakfast for Two) : Receivership Hearing Member
- 1937 : Monsieur Dood part pour Hollywood (Stand-In) de Tay Garnett : majordome de Fowler
- 1937 : La Joyeuse Suicidée (Nothing Sacred) : invité au banquet
- 1938 : La Baronne et son valet de Walter Lang : vieil homme
- 1938 : La Huitième Femme de Barbe-Bleue (Bluebeard's Eighth Wife), de Ernst Lubitsch : oncle Andre
- 1938 : Quatre Hommes et une prière (Four Men and a Prayer) de John Ford : chef de gare
- 1938 : Young Fugitives : Tom Riggins
- 1938 : L'Île des angoisses : vieil homme
- 1938 : Service de Luxe, de Rowland V. Lee
- 1938 : La Famille sans-souci (The Young in Heart), de Richard Wallace : Andrew
- 1939 : Zaza, de George Cukor : gentleman âgé
- 1939 : Le Fils de Frankenstein (Son of Frankenstein), de Rowland V. Lee : vieux bourgeois disant : « C'est dans le sang »